# Arachnophobiac
Arachnophobiac è  l'ottavo album in studio degli Michael Schenker Group, pubblicato nel 2003 per la Shrapnel Records.

## Tracce
1. Evermore – 5:22 (Logan, Schenker)
2. Illusion – 5:24 (Logan, Schenker)
3. Arachnophobiac – 4:46 (Logan, Schenker)
4. Rock and Roll Believer – 4:07 (Logan, Schenker)
5. Sands of Time – 4:38 (Logan, Schenker)
6. Weathervane – 5:02 (Logan, Schenker)
7. Over Now – 5:47 (Logan, Schenker)
8. One World – 4:06 (Logan, Schenker)
9. Break the Cycle – 3:50 (Logan, Schenker)
10. Alive – 4:50 (Logan, Schenker)
11. Fatal Strike – 4:25 (Logan, Schenker)

Durata totale: 52:17

### Formazione
- Chris Logan - voce
- Michael Schenker - chitarra
- Stu Hamm - basso
- Jeremy Colson - batteria